# Франклин (окръг, Джорджия)
Вижте пояснителната страница за други населени места с името Франклин.
Окръг Франклин (на английски: Franklin County) е окръг в щата Джорджия, Съединени американски щати. Площта му е 0 km², а населението - 21 590 души. Административен център е град Карнсвил.